# Počítačová kompatibilita
Počítačová kompatibilita je v informatice označení popisující schopnost dvou různých systémů umožnit běh stejného software. Může se jednat o hardwarovou kompatibilitu (počítač je sestaven ze stejně pracujících součástí) nebo softwarovou kompatibilitu, která je zajištěna programově.

## Softwarová kompatibilita
Softwarová kompatibilita znamená, že konkrétní software je spustitelný v konkrétním softwarovém prostředí (určitý operační systém, běhové prostředí nebo běhová knihovna).
Některé programy mohou být na úrovni zdrojového kódu schopné běhu v různém softwarovém prostředí (například webový prohlížeč Mozilla Firefox může být přeložen pro různé softwarové platformy – Microsoft Windows, OS X nebo Linux), avšak po přeložení do binárního kódu je výsledný spustitelný soubor možné spustit jen v určitém softwarovém prostředí. Naopak program napsaný v jazyce Java je přeložen do Java bytecode, který je možné spustit na libovolné platformě, pokud pro ni existuje běhové prostředí (Java Virtual Machine). Interpretovaný software je běžně spustitelný na mnoha různých architekturách procesorů i operačních systémech, je-li pro danou platformu k dispozici interpret (PHP, Perl, Python atd.).

## Hardwarová kompatibilita
Hardwarová kompatibilita označuje schopnost spolupráce jednotlivých komponent (počítače). V úvahu je potřeba brát nejen shodu konektorů, ale i použité elektrické napětí, použité signály, sběrnice a podobně.
Například do základní desky s paticí Socket 775 nelze dát procesor s novější paticí (nejen kvůli patici, ale i kvůli způsobu komunikace procesoru s okolím). Počítačová paměť DDR3 je vyráběna v modulech pro stolní počítače nebo zmenšených modulech SO-DIMM, takže i když jsou funkčně stejné, nelze je zaměnit. Stejná paměť DDR3 je vyráběna pro různé frekvence (800, 1066, 1333 a 1600 MHz) a je obvykle možné dát do desky z nižší frekvencí moduly s vyšší frekvencí (paměť bude automaticky komunikovat na nižší frekvenci), případně obráceně (základní deska zpomalí svoji frekvenci, aby se přizpůsobila pomalejší paměti). Některé komponenty (např. grafická karta, síťová karta, řadič) může být možné do počítače připojit, ale nemusí být v určitém softwarovém prostředí k dispozici ovladač, což způsobí omezenou nebo úplnou nefunkčnost zařízení (např. funguje pod Microsoft Windows, ale nebude fungovat v systému macOS nebo Linux).